# Hôtel Saint-Haure
L’hôtel de Saint-Haure ou hôtel de Luteaux est un ensemble comprenant un immeuble sur rue et un  hôtel particulier sur jardin, classé monument historique, situé  27 rue Lhomond dans le 5e arrondissement de Paris.

## Historique
Étienne Le Ménestel de Hauguel marquis de Luteaux achète la maison en 1731, fait aménager le bâtiment sur rue et construire la façade sur jardin, peut-être par l’architecte Pierre de Vigny.
Après sa mort à la bataille de Fontenoy en 1745, l’hôtel est acquis par un des héritiers du marquis, l’abbé Joseph Grisel (1703, Cherbourg - 1787, Versailles), écrivain ascétique et supérieur de la communauté voisine des Dames de Sainte-Aure à qui il donne l’ensemble. Saisi à la Révolution, il abrite de 1845 à 1906 une communauté religieuse. L’immeuble menacé par l’alignement de la rue dans les années 1930 est sauvé par l’architecte Albert Laprade qui le restaure et y vit jusqu’à sa mort en 1978. L'hôtel est partiellement classé au titre des monuments historiques par arrêté du 2 février 1962.

## Description
L’immeuble sur rue est assez austère. On remarque sur la toiture une lucarne à foin avec sa poulie.
L’hôtel sur jardin de style Louis XV est composé de deux pavillons à pans coupés entourant un arrière-corps central. Les baies sont décorées de mascarons. Les arcades centrales sont surmontées d’un bacon soutenu par des consoles sculptées.
L’ancien jardin a été amputé de sa plus grande partie sur la rue Amyot.

Façades
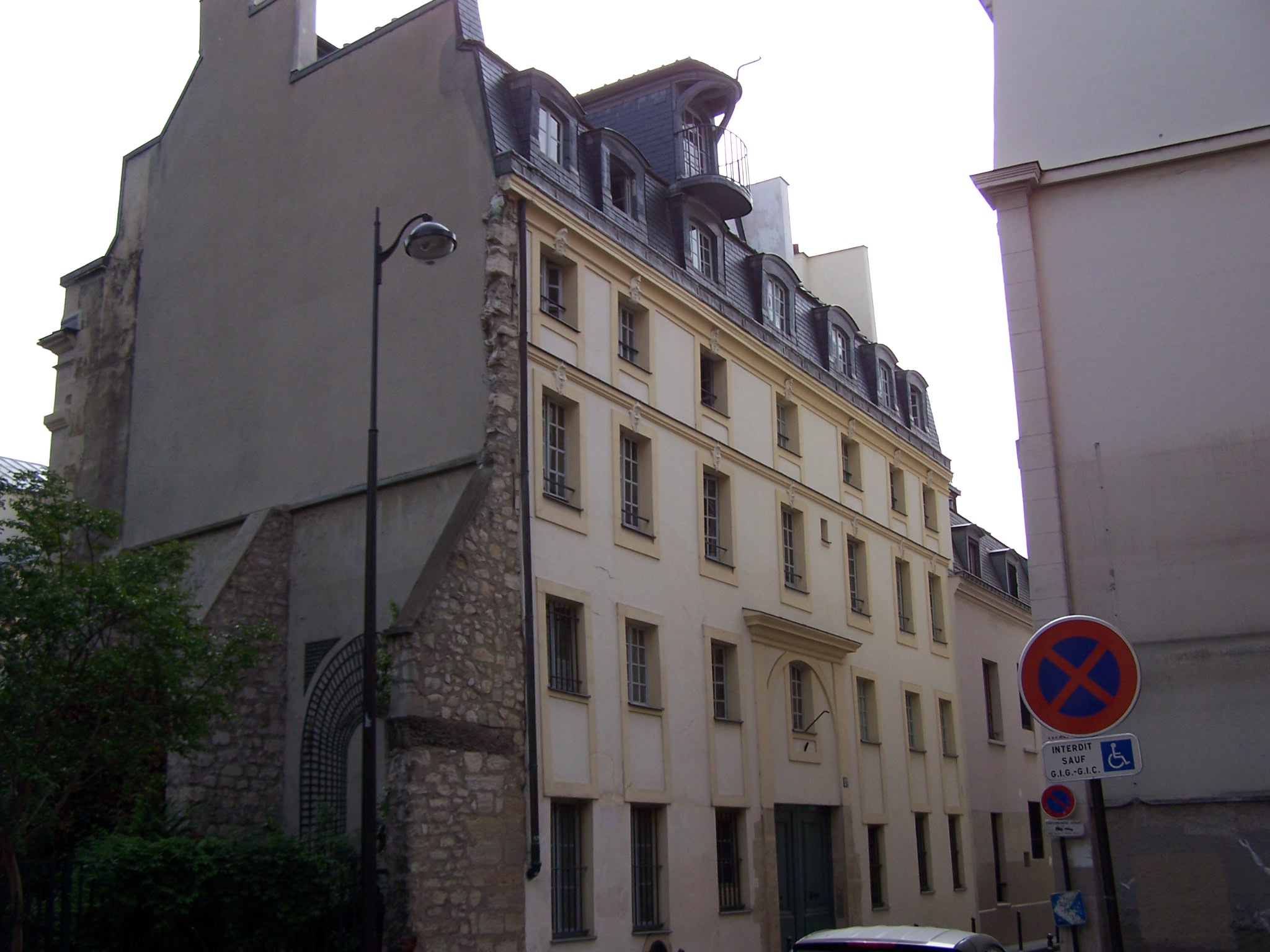
Façade sur rue.
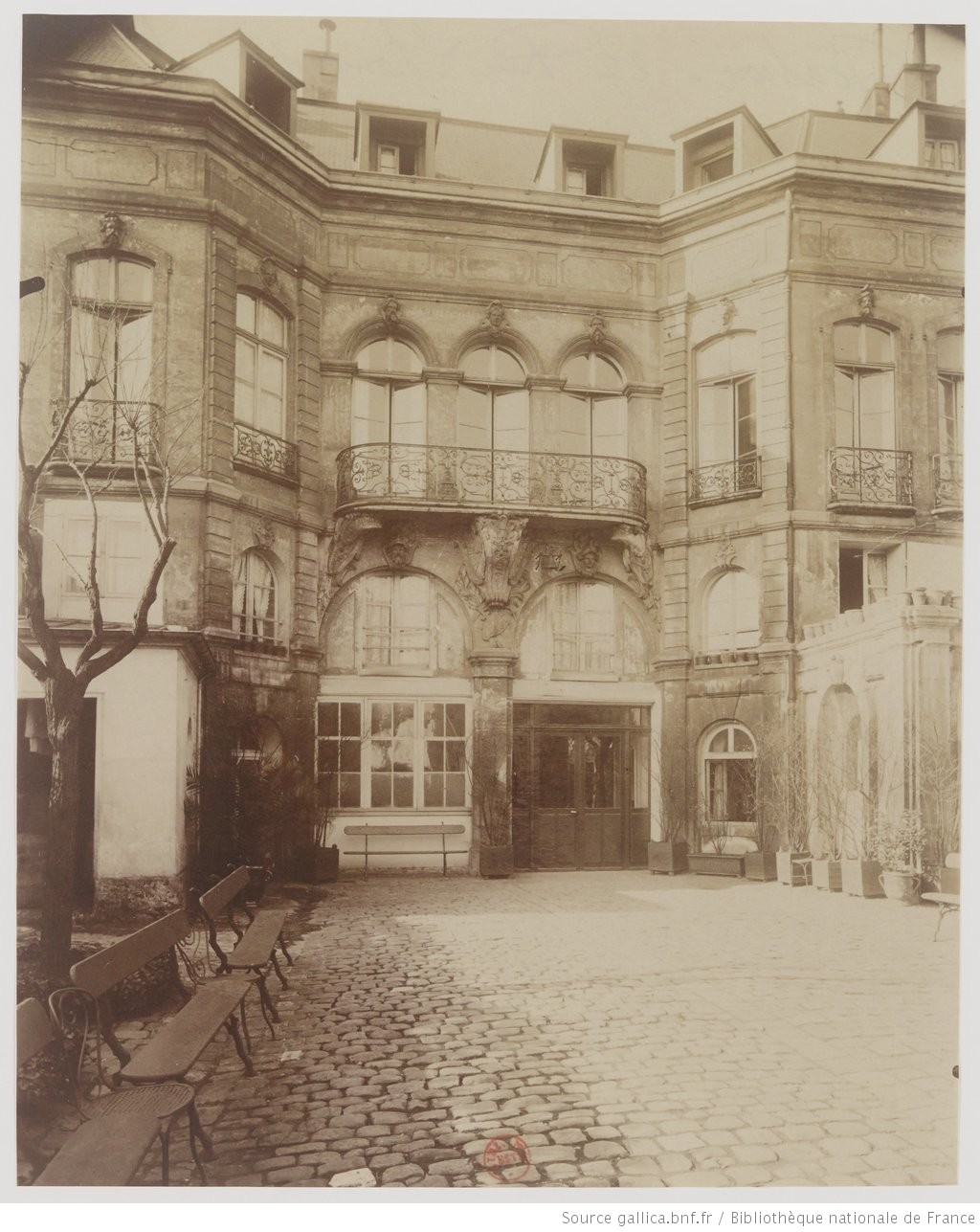
Façade sur jardin photo Eugène Atget vers 1900.